# Les Zorilles

Les Zorilles est une série de bande dessinée humoristique écrite par Corcal et dessinée par Deth. Publiée dans l'hebdomadaire Spirou sous forme de gags courts (d'un strip à une planche), elle a été partiellement recueilli en deux albums de bande dessinée par la maison d'édition franco-belge Dupuis.

## Synopsis
Les (anti-)héros en sont 3 petits animaux africains,frères, appelés les Zorilles, sortes de petits carnivores gris rayés de noir. Ils ne sont guère individualisés, à l'exception de l'un d'eux qui porte des lunettes et s'appelle ainsi "Lunette". Son caractère de leader hargneux rappelle un peu Joe Dalton. C'est la tête pensante du trio, et bouillonne d'idées plus saugrenues les unes que les autres pour parvenir à dévorer leurs camarades de la Savane. À l'instar d'un Coyote et Bip-Bip, les idées géniales de Lunette se retournent systématiquement contre le trio...
Bien qu'ils soient carnassiers et bien teigneux, le destin des Zorilles semble être de finir dans l'assiette des lions, des lycaons ou des hyènes.

## Publications

### DansSpirou
- Les Zorilles, dans Spirou no 3123 à 3272, 1998-2000[1].

### Albums
- Les Zorilles, Dupuis :

1. Bouffée de savane, 2000  (ISBN 2-8001-2819-4)[2].
2. Gare aux zorilles, 2001  (ISBN 2-8001-2820-8).